# Waltersdorf (Bad Schandau)
Waltersdorf (auch Waltersdorf/Sächs. Schweiz) ist ein Ortsteil der sächsischen Stadt Bad Schandau im Landkreis Sächsische Schweiz-Osterzgebirge.

## Geographie
Waltersdorf befindet sich in der Sächsischen Schweiz, rund 17 km östlich von Pirna. Die Flur des Ortes umfasst auch den bekannten 415 m hohen Lilienstein mit dem Rest der Burg Lilienstein. Der Lilienstein und einige ihn umgebende Flächen stehen als Teil des Nationalparks Sächsische Schweiz unter besonderem Schutz. Der Ort selbst befindet sich auf rund 200 m ü. NN. Umgeben ist Waltersdorf hauptsächlich von den Wäldern der Sächsischen Schweiz sowie einigen Ackerflächen. In etwa 1,4 km Luftlinie westlich des Ortskerns von Waltersdorf fließt die Elbe Richtung Dresden. Geprägt ist der Ort vor allem durch kleinere Bauernhäuser, in denen heute oft Ferienwohnungen vermietet werden. In Waltersdorf zweigt die Kreisstraße 8735 von der sächsischen Staatsstraße 163 ab und verbindet den Ort mit Kurort Rathen (Ortsteil Niederrathen). Die S 163 bindet Waltersdorf nach Hohnstein sowie nach Porschdorf und Bad Schandau an.
Waltersdorf bildet eine eigene Gemarkung, die der Ausdehnung der eigenständigen Gemeinde vor 1974 entspricht. Die Gemarkung grenzt im Nordwesten an die Gemarkung Niederrathen sowie im Norden und Nordosten an Hohnstein. Im Osten benachbart ist die Gemarkung Porschdorf mit der Siedlung Neuporschdorf. Neuporschdorf liegt an der Straße nach Porschdorf und schließt sich direkt an Waltersdorf an. Im Südosten grenzt Waltersdorf an die Gemarkung Prossen. Die Begrenzung der Waltersdorfer Gemarkung im Süden, Südwesten und Westen bildet die Gemarkung der Stadt Königstein. Auf dieser Gemarkung liegen die Orte Ebenheit und Halbestadt südwestlich des Liliensteins. Ebenheit ist auf Straßen nur über Waltersdorf zu erreichen.
Auf Waltersdorfer Flur wird die Wüstung Sellnitz, auch Seltnitz bzw. Seltensatt, vermutet. Sie ist heute Standort eines Einzelguts am Fuß des Liliensteins, in dem ein Wirtschaftshof und die Jugendbildungsstätte des Nationalparks Sächsische Schweiz untergebracht sind.

## Geschichte

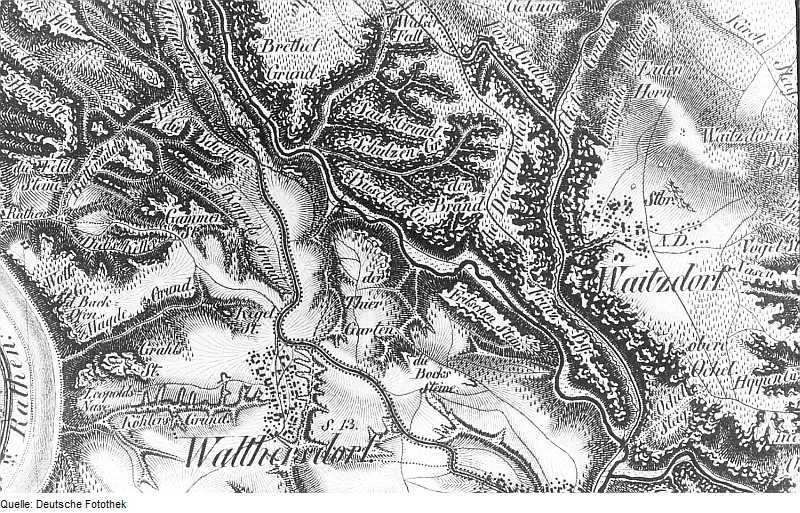
Waltersdorf und Umgebung im Oberreit’schen Atlas von 1821/1822

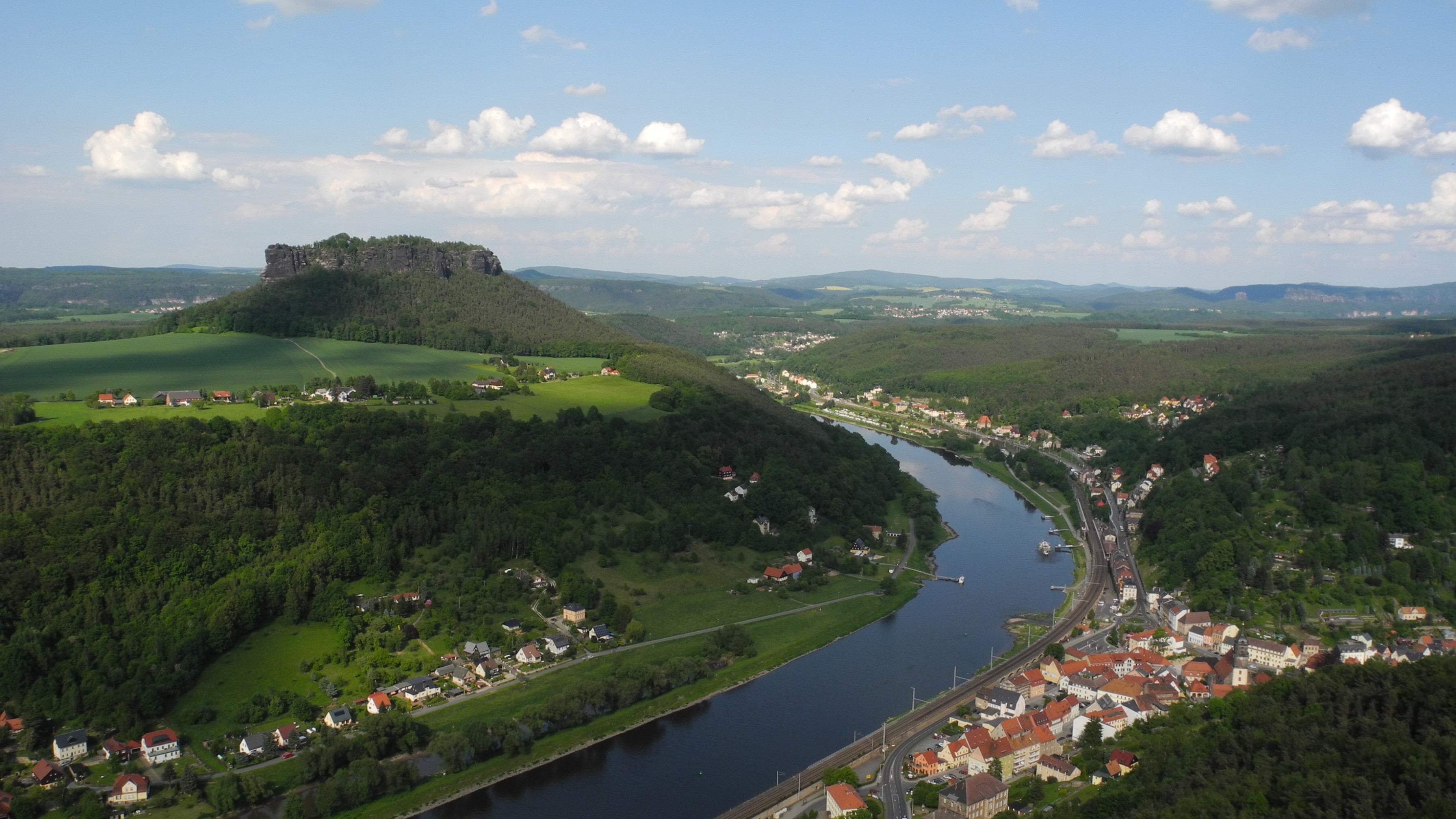
Lilienstein

Waltersdorf ist eine der jüngeren Siedlungen in der Sächsischen Schweiz. Das ursprünglich 13 Bauerngüter umfassende Waldhufendorf wurde 1501 erstmals als Waltirstorff erwähnt. Im Jahr 1530 wurde der Ort Walttersdorff genannt, 1548 war Waldtersdorff gebräuchlich. Das Dorf gehörte zu dieser Zeit dem Amt Pirna-Rathen und zu Ende des 17. Jahrhunderts dem Amt Pirna an. Zwischen 1856 und 1875 lag die gerichtliche Verwaltung Waltersdorfs in Schandau, folgend gehörte das Dorf zur Amtshauptmannschaft Pirna. Bevor Waltersdorf 1838 durch die Sächsische Landgemeindeordnung Eigenständigkeit als Landgemeinde erhielt, war der Ort durch das Lehnswesen geprägt. Die Grundherrschaft übte im 17. und 18. Jahrhundert das Rittergut Prossen aus. So waren im Jahre 1764 13 besessene Mann und 10 Häusler abgabepflichtig, sie bewirtschafteten 9 1⁄2 Hufen Land. Zuvor war Waltersdorf als Amtsdorf im Besitz des Landesherrn, im Jahre 1548 lebten 14 besessene Mann und 10 Inwohner in Waltersdorf auf 8 1⁄2 Hufen. Der Ort verfügte über ein Erbgericht, aus dem ein Gasthof hervorging.
Um das Waldhufendorf erstreckte sich im Jahr 1900 eine 489 Hektar große Waldhufenflur. Die Bewohner von Waltersdorf, ursprünglich fränkische und niedersächsische Bauern, waren über Jahrhunderte überwiegend in der Land- und Forstwirtschaft tätig bzw. verdingten sich als Elbschiffer und in der Sandsteinbrecherei. Kirchlich war Waltersdorf zuerst nach Königstein und später nach Porschdorf gepfarrt. Heute gehört das Dorf zur Kirchgemeinde Bad Schandau-Porschdorf. Die Bevölkerung des Ortes war nach der Reformation überwiegend evangelisch-lutherisch, so gab es 1925 nur vier von 439 Einwohnern, die nicht dieser Konfession angehörten. Seit Anfang des 19. Jahrhunderts gewann der Tourismus an Bedeutung, wobei die Waltersdorfer Mühle im Polenztal, eine Mahl- und Schneidemühle mit dem 1897 errichteten Gasthaus im Schweizerstil, ein beliebtes Ausflugsziel war. Im Zusammenhang mit dem Fremdenverkehr entstand als Sommerfrische die Villenkolonie Neuporschdorf, die sich unmittelbar an Waltersdorf anschließt, aber bereits auf Porschdorfer Flur liegt.
Nach dem Zweiten Weltkrieg kam Sachsen in die Sowjetische Besatzungszone und später zur DDR. Die historisch gewachsene Zugehörigkeit zu Pirna blieb auch nach der Gebietsreform 1952 erhalten, die Waltersdorf dem Kreis Pirna im Bezirk Dresden zuordnete. Das bäuerliche Leben in Waltersdorf war nun nach der Landwirtschaft in der DDR ausgerichtet.

### Eingemeindung
Die kommunale Eigenständigkeit verlor der Ort am 1. April 1974 mit der Eingemeindung nach Porschdorf.
Nach der Deutschen Wiedervereinigung kam Porschdorf mit Waltersdorf zum wiedergegründeten Freistaat Sachsen. Die folgenden Gebietsreformen in Sachsen ordneten Porschdorf 1994 dem Landkreis Sächsische Schweiz und 2008 dem Landkreis Sächsische Schweiz-Osterzgebirge zu. Seit dem 1. Januar 2012 gehört Waltersdorf zur Stadt Bad Schandau, da Porschdorf dorthin eingegliedert wurde.
Die Einwohnerzahl des Ortes stieg seit 1834 kontinuierlich bis auf den ermittelten Höchststand von 509 im Jahr 1946. In der DDR ging die Einwohnerzahl dann zurück, 1964 lebten noch 417 Menschen in Waltersdorf. Im Jahr 2009 hatte der Ort 338 Einwohner.

### Bevölkerungsentwicklung
| Jahr      | 1834 | 1871 | 1890 | 1910 | 1925 | 1939 | 1946 | 1950 | 1964 | 1999 |
| --------- | ---- | ---- | ---- | ---- | ---- | ---- | ---- | ---- | ---- | ---- |
| Einwohner | 240  | 327  | 365  | 408  | 439  | 449  | 509  | 502  | 417  | 398  |

Quelle=

## Kulturdenkmale
In der Liste der Kulturdenkmale in Bad Schandau sind für Waltersdorf 19 Kulturdenkmale aufgeführt.